# Banisteriopsis muricata
Banisteriopsis muricata là một loài thực vật có hoa trong họ Malpighiaceae. Loài này được (Cav.) Cuatrec. mô tả khoa học đầu tiên năm 1958.